# Eckerö postbrygga
Eckerö postbrygga av Victor Westerholm (versionen från 1885) är en oljemålning på duk från 1885. Målningen mäter 99,5 × 145,5 centimeter och ingår i Tavastehus konstmuseums samlingar.

## Beskrivning
Målningen visar en vy mot havet från i närheten av Eckerö Post- och Tullhus i Eckerö på Åland. En grupp människor väntar på fartyget, som är i sikte.

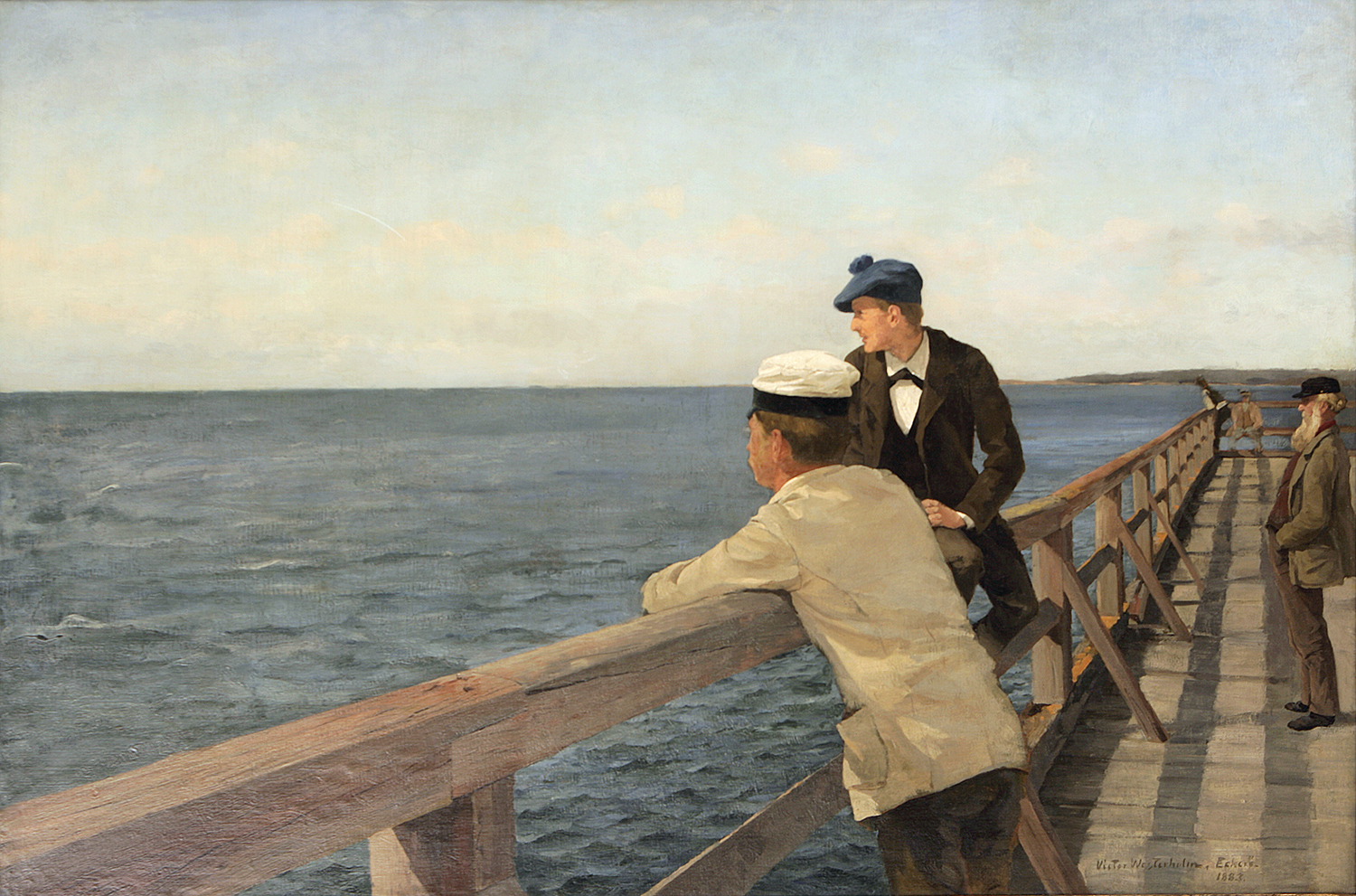
Eckerö postbrygga (1883).

## Andra versioner
Victor Westerholm målade flera målningar på samma tema. Verket Eckerö postbrygga från 1883 i Ålands lagtings samling gavs ut som frimärke 2010. På målningen sitter en ung man från Eckerö på räcket iklädd Westerholms blå tofsförsedda basker. I förgrunden står den då 21-årige studenten Ernst Enqvist (1864–1936) och en gammal man med grått skägg ses i bakgrunden.